# Нагрудний знак

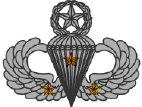
Значок майстра-парашутиста США, який здійснив 3 стрибка з парашутом в тил противника в бойовій обстановці

Нагрудний знак — узагальнена назва для невеликих за розміром знаків з металу, пластика, скла, порцеляни (кераміки), композиційних матеріалів, інших матеріалів з нанесеним зображенням і (або) написом, призначений для носіння на грудях. Нагрудні знаки відрізняються за призначенням.

## Галерея

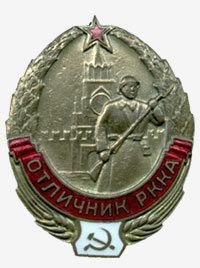
Нагрудний знак «Відмінник РСЧА». 1939
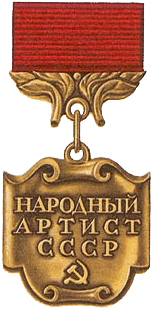
Нагрудний знак Народного артиста СРСР
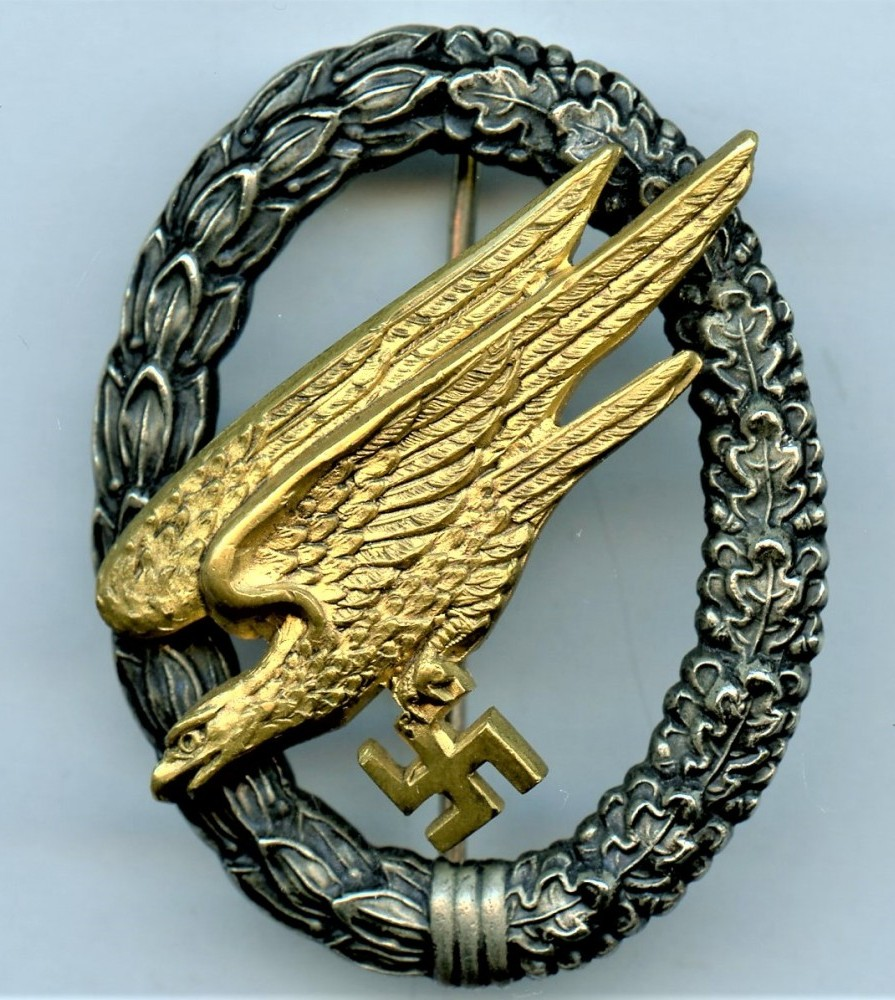
Нагрудний знак парашутиста Люфтваффе
Нагрудний знак піхотинця-учасника бою армії США
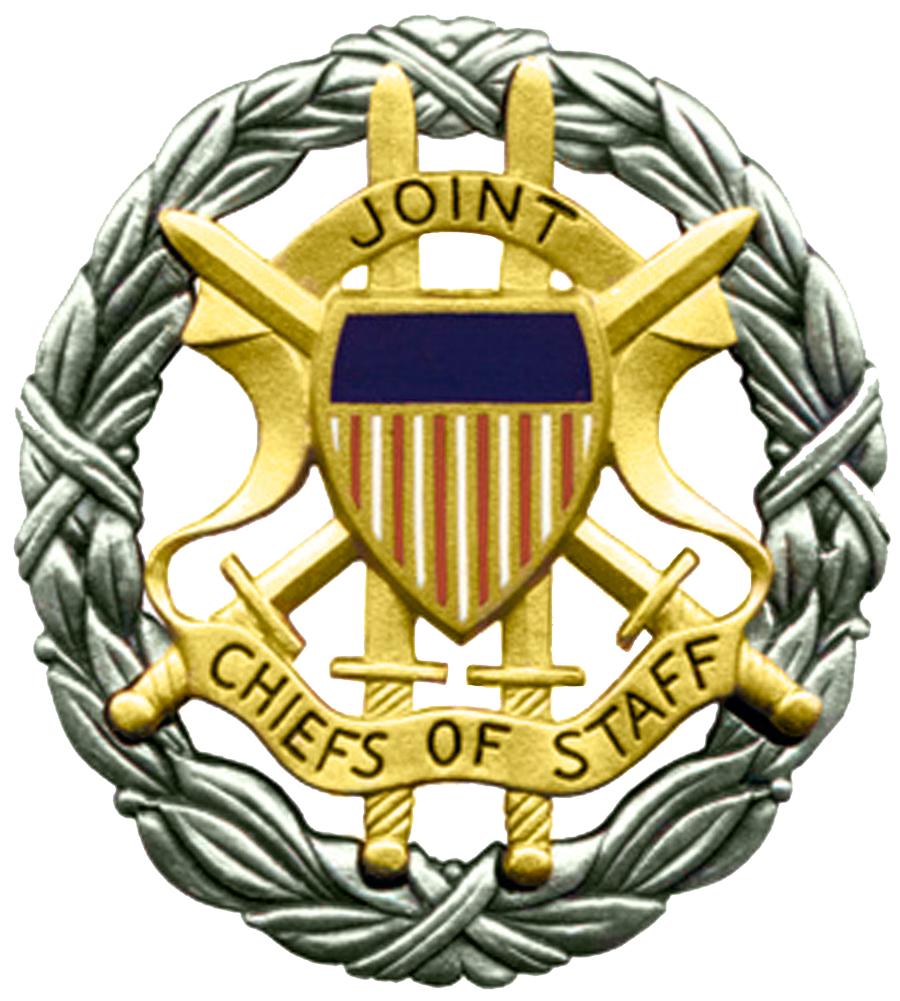
Ідентифікаційний нагрудний знак офіцера Об'єднаного Комітету Начальників Штабів ЗС США
Нагрудний знак спортивного товариства «Динамо»
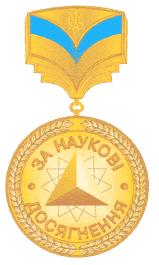
Нагрудний знак «За наукові досягнення»
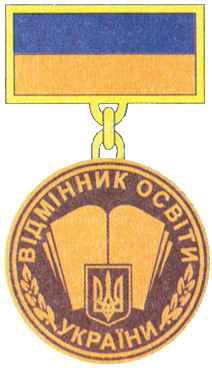
Нагрудний знак «Відмінник освіти України»
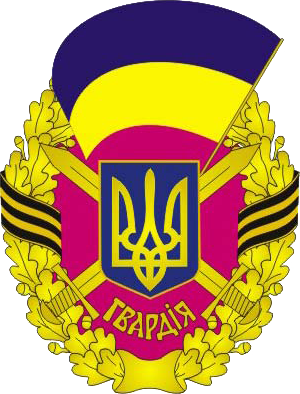
Нагрудний знак «Гвардія» (Україна)
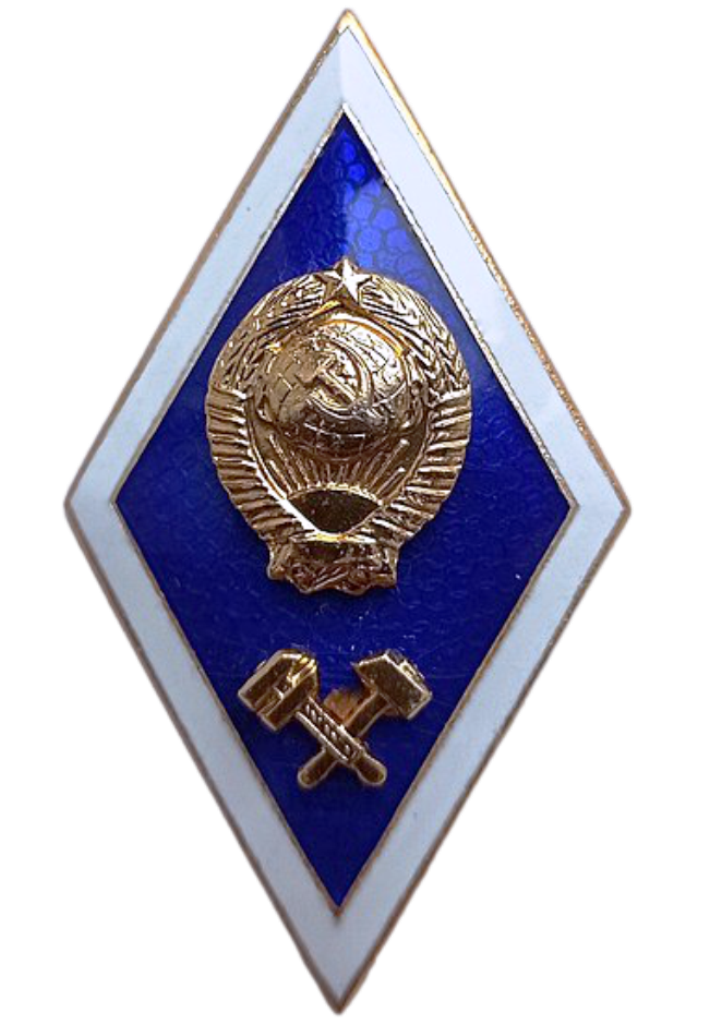
Нагрудний знак вищої технічної освіти СРСР
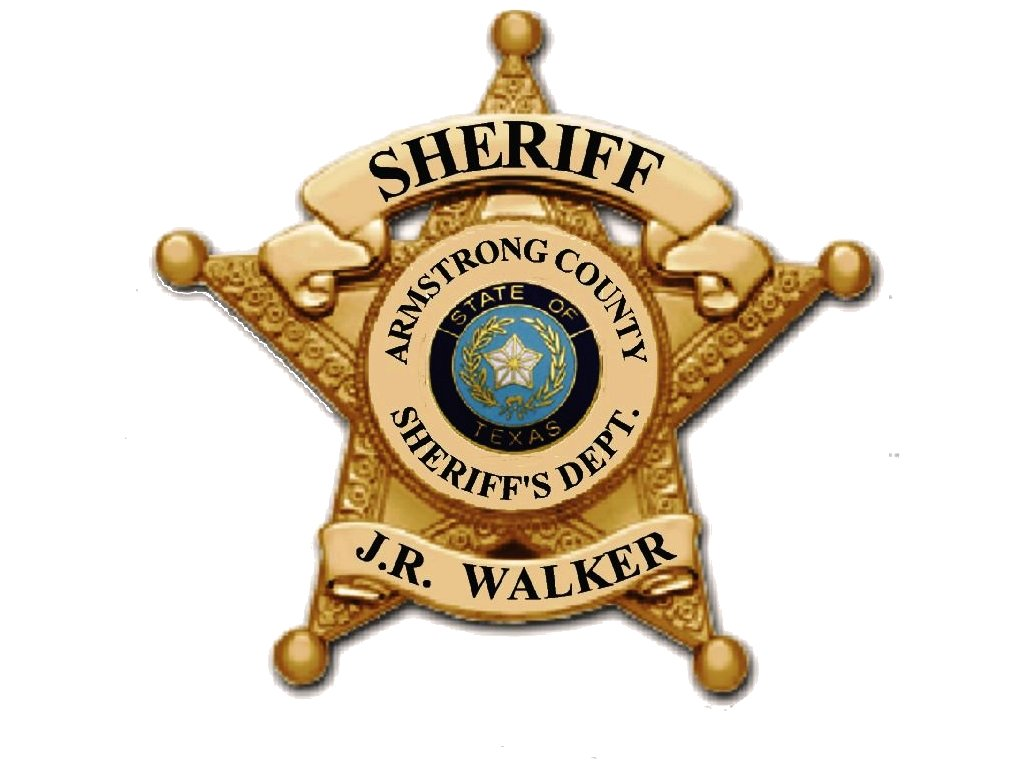
Нагрудний знак шерифа США
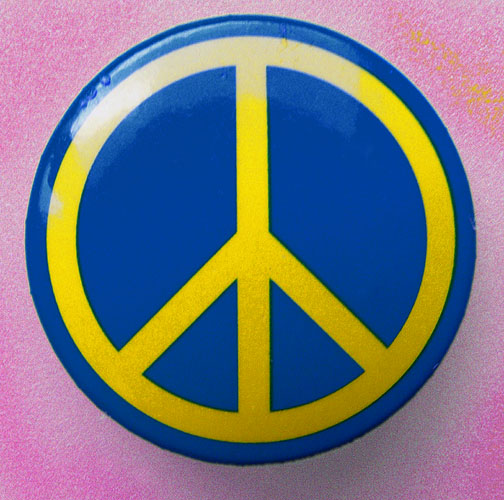
Знак миру («пацифік»), з’явившийся у середині 60-х років ХХ століття як символ паціфізму
Нагрудний знак члена руху молоді (Китай)
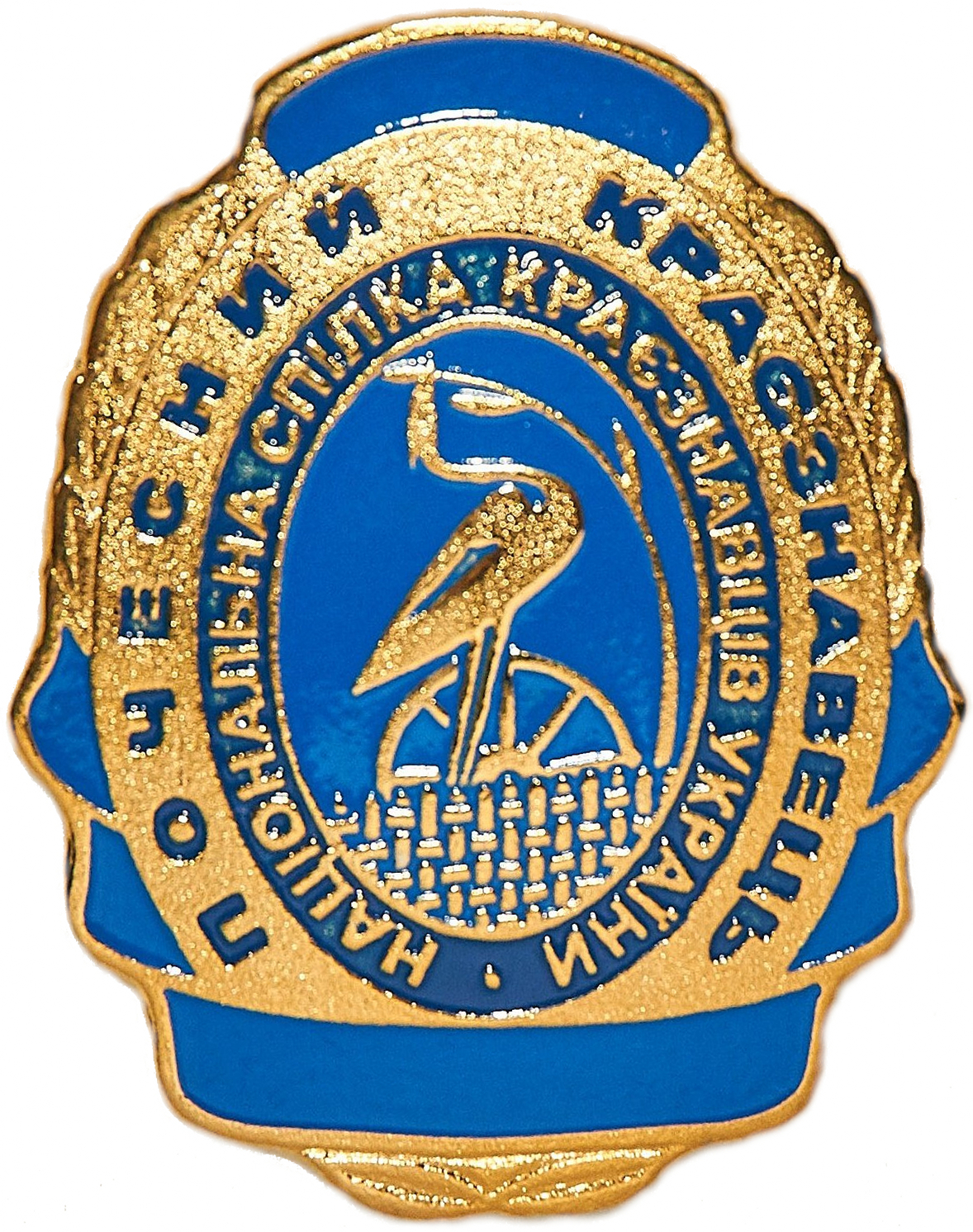
Нагрудний знак "Почесний краєзнавець України"